# 田澤湖車站
田澤湖車站（日语：〔〕／ Tazawako eki */?）是一個位於日本秋田縣仙北市田澤湖生保內男坂，由東日本旅客鐵道（JR東日本）所經營的鐵路車站。在官方的定義中，田澤湖車站是JR東日本所屬的地方交通線──田澤湖線──沿線的車站之一，但在實務上，在此路段中以在來線路軌升級而成的迷你新幹線路線──秋田新幹線──與田澤湖線實際上是使用同一條路線的兩個系統，而這兩個系統的列車皆會於田澤湖停車，因此是沿線的轉車站之一。田澤湖車站在1923年設站時，原名生保內，是生保內線的終點站，車站在1966年時改為現名，而鐵路線也在同年稍後全線通車，並改名為田澤湖線。
田澤湖車站在2002年時，以「玻璃與木頭的高明組合所成之現代風格的車站」（ガラスと木を上手に組み合わせたモダンな駅）的評語，獲選成為東北車站百選（東北の駅百選）其中的一個車站。

## 車站構造
側式月台1面1線與島式月台1面2線，合計2面3線的地面車站。各月台以跨線天橋連絡。

### 月台配置
| 月台 | 路線        | 方向 | 目的地               |
| ---- | ----------- | ---- | -------------------- |
| 1    | ■秋田新幹線 | 下行 | 大曲、秋田方向       |
| 1    | ■田澤湖線   | 下行 | 角館、大曲方向       |
| 2    | ■秋田新幹線 | 上行 | 盛岡、仙台、東京方向 |
| 2    | ■田澤湖線   | 上行 | 盛岡方向             |
| 3    | ■田澤湖線   | 下行 | 角館、大曲方向       |
| 3    | ■田澤湖線   | 上行 | 盛岡方向             |

## 利用狀況
- 2008年度的平均每日上下車旅客人次是417人。

## 歷史
- 1923年8月31日 - 以生保內線生保內車站的身份啟用，當時本站是生保內線的終點站。
- 1966年10月1日 - 改站名為田澤湖。
- 1966年10月20日 - 生保內線延長路段全線啟用，並在同時改名為田澤湖線，而原本是終點站的本站也改成為中途站。
- 1987年4月1日 - 日本國鐵分割民營化，車站經營由JR東日本繼承。
- 1997年3月22日 - 秋田新幹線通車，新站房啟用。

## 車站週邊
本站是仙北市田澤湖地區的中心車站，也是離田澤湖畔最近的田澤湖線車站，搭乘公車前往湖畔僅需12分鐘左右的車程。另外，也有巴士班次前往乳頭溫泉鄉、玉川溫泉及秋田駒岳（秋田駒ヶ岳）。

## 相鄰車站
東日本旅客鐵道
■秋田新幹線
雫石－田澤湖－角館
■田澤湖線
赤渕－（大地澤信號場）－（志度內信號場）－田澤湖－刺卷

## 外部連結
- 田澤湖車站（JR東日本） （页面存档备份，存于）（日語）

39°42′1″N 140°43′21″E / 39.70028°N 140.72250°E